# 하야시 줏사이

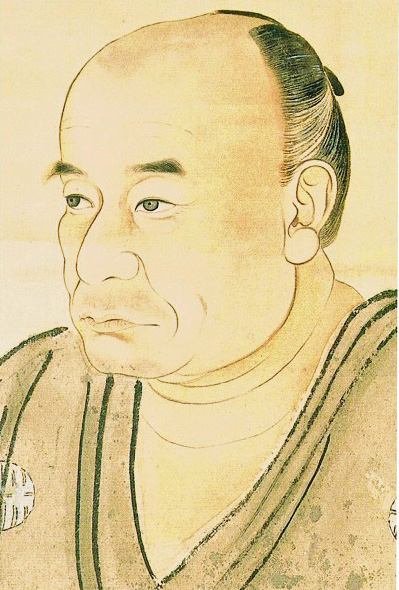
하야시 대학두 쥿사이 초상고본(부분). 와타나베 가잔(渡辺崋山)의 그림이다. 일본 다와라 시립박물관 소장.

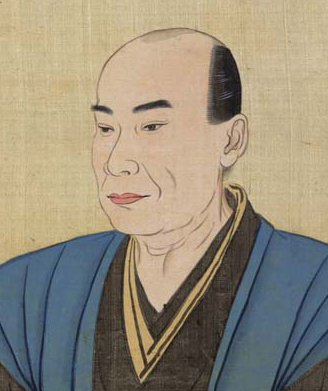
하야시 쥿사이 초상(『近世名家肖像』에서)

하야시 쥿사이(일본어: 林 述斎, 메이와 5년 6월 23일(1768년 8월 5일) - 덴포 12년 7월 14일(1841년 8월 30일))는 일본 에도 시대(江戸時代) 후기의 유학자이다. 하야시 집안(林家) 8대로 하야시 집안의 중흥조로 평가받고 있다.
아버지는 미노 이와무라 번주(美濃岩村藩主) · 마쓰다이라 노리히로(松平乗薀), 할아버지는 교호 개혁(享保の改革)을 추진한 로주(老中) · 마쓰다이라 노리사토(松平乗邑)이다. 휘는 처음에는 (마쓰다이라) 노리히라(乗衡, のりひら)였고, 나중에 (하야시) 다이라 (衡, たいら)가 되었다.
자는 웅장(熊蔵) ・ 숙침(叔紞) ・ 덕전(徳詮)이다. 호는 쥿사이 외에도 쇼겐(蕉軒), 쇼가(蕉隠) 등이 있었다. 만년에는 대내기(大内記)라고 칭했다.

## 인물・약력
시부이 다이시쓰(渋井太室) 등에게 사사하였다. 간세이(寛政) 5년(1793년), 하야시 긴포(林錦峯)의 사망으로 하야시 집안이 대가 끊기게 되자 그가 하야시 집안을 이었고, 대학두(大学頭)가 되어 막부의 문서 행정의 중추로서 막정에 관여하게 되었다. 시바노 리쓰잔(柴野栗山) · 고가 세이리(古賀精里) · 비토 지슈(尾藤二洲) 이렇게 간세이 삼학사(寛政の三博士)라 불리던 인물들과 함께 유학의 교학 쇄신에도 힘을 쏟아 기존의 쇼헤이코(昌平黌)를 쇼헤이자카 학문소(昌平坂学問所)로 바꾸고 막부 직할화를 추진했다(간세이 이학 금령寛政異学の禁).
쥿사이는 임진왜란 때 일본으로 건너오게 된 조선의 서적 『국조정토록』(國朝征討錄)을 제자 오고 요시노리(大鄕良則)를 시켜 초서로 되어 있던 그 원본을 탈초하도록 명하였는데, 이는 쇼헤이코를 쇼헤이자카 학문소로 바꾸기 1년 전인 간세이 8년(1796년) 여름의 일이었다. 쥿사이는 하야시 집안 대대로 내려오던 사숙을 일신하고자 많은 책을 수집해 들였고, 『국조정토록』의 탈초 역시 그러한 작업의 일환이었다. 분카(文化) 연간에는 조선 통신사의 응접을 에도가 아닌 쓰시마에서 행하도록 하는 빙례(聘礼) 개혁에도 관여하였다.
쥿사이의 학문은 주자학을 토대로 하면서도 청(清)의 고증학에도 관심을 보였으며, 『간세이 중수제가보』(寛政重修諸家譜), 『도쿠가와 실기』(徳川実紀, 이는 나리시마 사나오와 공저), 『조야구문부고』(朝野旧聞裒藁), 『신편 무사시 풍토기고』(新編武蔵風土記稿) 등 막부의 편찬 사업을 주도했다(다만 쥿사이의 역할은 자료 선별이나 집필 체재 지도에 머물렀고, 실제 집필은 각 분담자에게 일임하고 있었다).
일본과 중국 고금의 시재에 뛰어나 가집 『가원만금』(家園漫吟)을 남겼다. 중국에서 산일되어 전하지 않는 서적을 모은 일존총서(佚存叢書)는 중국에서도 평가가 높다.
별장으로 석추원(錫秋園, 고이시카와)・호춘원(賜春園, 야나카 )을 두고 있었다. 이와무라 번에 있었을 때 '백성신지유각서'(百姓身持之覚書)를 발견하여 막부의 '게이안 어촉서'(慶安御触書)로 출판했다.
1915년(다이쇼 4년), 종4위를 추증받았다.

## 문인
문하 제자로 사토 잇사이(佐藤一斎, 쥿사이와는 같은 이와무라 번 출신으로, 태어났을 때부터 주종 관계였다) · 마쓰자키 고도(松崎慊堂)가 이름을 날렸으며, 이베 고잔(井部香山), 가사이 인제(葛西因是), 아오바 한잔(青葉半山) 등도 쥿사이의 문인으로 그 이름이 알려져 있다.

## 가족
사후에는 적남 하야시 데이우(林檉宇)가 하야시 집안을 이어나갔다. 3남은 도리이 요조(鳥居耀蔵), 6남은 하야시 후쿠사이(林復斎)가 있었다. 시다라 세이조(設楽貞丈)와 호리 도시카타(堀利堅)에게 각각 시집간 두 명의 딸이 있었으며 외손자로 이와세 다다나리(岩瀬忠震, 시다라 세이조의 아들), 호리 도시히로(堀利煕) 등이 알려져 있다.